# Evan Olmstead
Pour les articles homonymes, voir Olmstead.
Pas d'image ? Cliquez ici

a Compétitions nationales et continentales officielles uniquement.

b Matchs officiels uniquement.
Dernière mise à jour le 25 février 2024.
Evan Olmstead, né le 21 février 1991 à North Vancouver (Colombie-Britannique, Canada), est un joueur international canadien de rugby à XV jouant au poste de deuxième ligne ou de troisième ligne aile au SU Agen depuis 2022. Il joue également en équipe du Canada depuis 2015.

## Biographie
Il a obtenu sa première cape internationale le 29 juillet 2015 à l'occasion d'un match contre l'équipe des Samoa à Toronto (Province de l'Ontario, Canada).
Le Biarritz olympique annonce sa signature en tant que joker médical d'Edwin Hewitt le 7 octobre 2019, puis la prolongation de son contrat jusqu'en 2022. 
En mai 2022 il s'engage au SU Agen pour deux saisons. C'est durant la saison 2023-2024 qu'il s'impose dans sa nouvelle équipe et devient un joueur important, étant même désigné capitaine de la touche. Durant cette même saison, ses bonnes performances lui permettent de prolonger son contrat de deux ans, alors qu'il était proche d'un départ en début de saison.

## Statistiques en équipe nationale
- 31 sélections (25 fois titulaire, 6 fois remplaçant)
- 3 essais (15 points)
- Sélections par année : 7 en 2015, 6 en 2016, 6 en 2017, 8 en 2018, 4 en 2019

En Coupe du monde :
- 2015 : 2 sélections (Italie, France)
- 2019 : 2 sélections (Nouvelle-Zélande, Afrique du Sud)

## Palmarès
- Auckland
  - Vainqueur du NPC en 2018